# Song gao

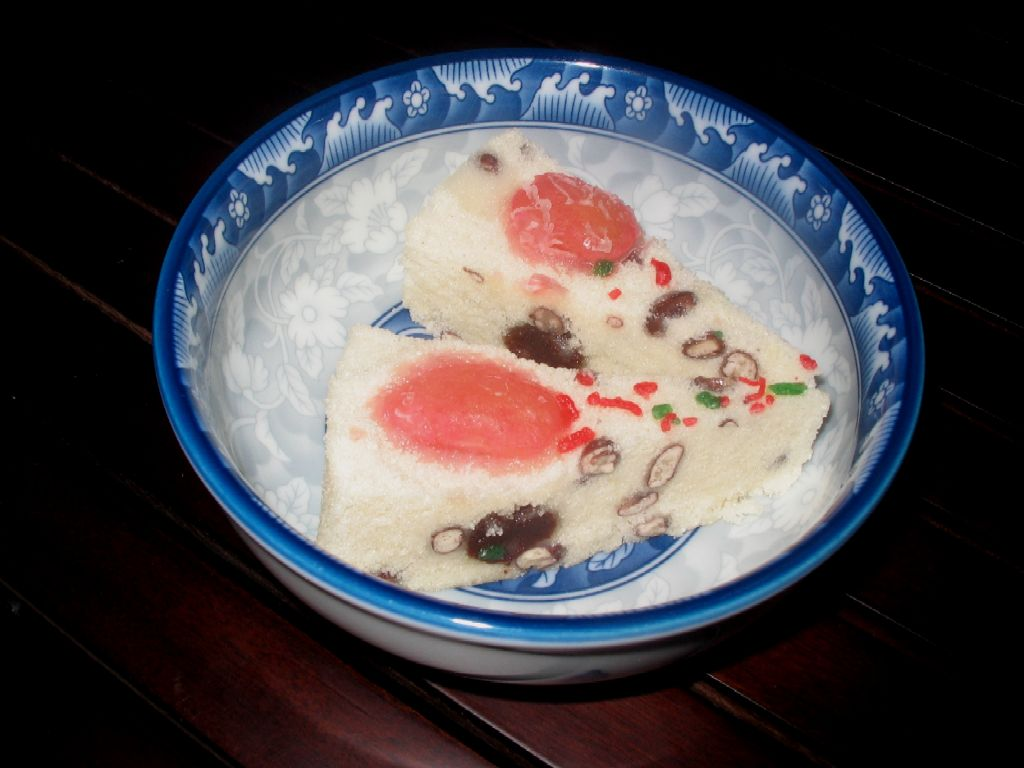
Trozos de song gao.

El sōng gāo (en chino, 鬆糕; literalmente, ‘pastel suelto’) es un aperitivo típico de la cocina de Shanghái elaborado con harina de arroz, azúcar y agua, que lleva judías azuki incrustadas. En su parte superior se incrustan unas judías azuki gigantes coloreadas de rosa, mientras dentro lleva judías de tamaño normal. El pastel también lleva un relleno de anko (pasta dulce de judía azuki). Este postre grande y redondo se cuece al vapor y se corta en porciones para servirlo. Madame Chiang Kai-shek, que adoraba comer sōng gāo, hizo que el Grand Hotel de Taipéi incluyese su versión del pastel en el menú, que sigue ofreciéndose en la actualidad.
- Datos: Q7561112